# Нова-Весь-Велька (гміна)
Гміна Нова-Весь-Велька (пол. Gmina Nowa Wieś Wielka) — сільська гміна у північній Польщі. Належить до Бидґозького повіту Куявсько-Поморського воєводства.
Станом на 31 грудня 2011 у гміні проживало 9363 особи.

## Площа
Згідно з даними за 2007 рік площа гміни становила 148.47 км², у тому числі:
- орні землі: 29.00%
- ліси: 61.00%

Таким чином, площа гміни становить 10.64% площі повіту.

## Населення
Станом на 31 грудня 2011:
| Опис     | Загалом | Загалом | Чоловіки | Чоловіки | Жінки | Жінки |
| -------- | ------- | ------- | -------- | -------- | ----- | ----- |
| одиниця  | осіб    | %       | осіб     | %        | осіб  | %     |
| все      | 9363    | 100     | 4579     | 48.91    | 4784  | 51.09 |
| міське   | 0       | 100     | 0        |          | 0     |       |
| сільське | 9363    | 100     | 4579     | 48.91    | 4784  | 51.09 |

## Сусідні гміни
Гміна Нова-Весь-Велька межує з такими гмінами: Біле Блота, Лабішин, Роєво, Солець-Куявський, Злотники-Куявські.